# Мотузко Наталя Георгіївна
Мотузко Наталя Георгіївна (14 березня 1946, Київ, УРСР) — українська кінорежисерка, сценаристка.
Народилася 1946 р. в Києві. Закінчила Київський державний інститут театрального мистецтва ім. І. Карпенка-Карого (1982). Працює в Одесі.
Член Національної Спілки кінематографістів України.

## Фільмографія
Режисер-постановник:
- «Золоте весілля» (1987, т/ф, 2 а)
- «Русалчин тиждень» (1988, автор сценар.; музичний фільм за участю Тоні та Ніни Матвієнко)
- «Чудо в краю забуття» (1991, автор сценар.)
- «Голос трави» (1992, співавт. сценар. — за мотивами оповідань В. Шевчука) та ін.